# Permoti Nos
 Permoti Nos  è un'enciclica di papa Leone XIII, datata 10 luglio 1895, scritta all'Episcopato del Belgio circa la situazione sociale di quella Nazione.